# Seestermühe
Seestermühe es un municipio situado en el distrito de Pinneberg, en el estado federado de Schleswig-Holstein (Alemania), con una población a finales de 2016 de unos 896 habitantes.
Se encuentra ubicado al sur del estado, cerca de la ciudad de Hamburgo y de la orilla derecha del río Elba que lo separa del estado de Baja Sajonia.